# Esqui aquático nos Jogos Pan-Americanos de 2015 - Rampa feminino
A competição da rampa feminino foi um dos eventos do esqui aquático nos Jogos Pan-Americanos de 2015, em Toronto. Foi disputada no canal oeste do Lago Ontário entre os dias 21 e 23 de julho.

## Calendário
Horário local (UTC-4).
| Data        | Horário | Fase         |
| ----------- | ------- | ------------ |
| 21 de julho | 10:00   | Preliminares |
| 23 de julho | 13:40   | Finais       |

## Medalhistas
| Ouro   | USA Regina Jaquess     |
| Prata  | CAN Whitney McClintock |
| Bronze | CHI Fernanda Naser     |

## Resultados

### Preliminares
Os seis melhores atletas se classificaram para a final.
| Colocação | Atleta             | Nacionalidade      | Resultados | Notas |
| --------- | ------------------ | ------------------ | ---------- | ----- |
| 1         | Regina Jaquess     | USA Estados Unidos | 49.9       | Q     |
| 2         | Whitney McClintock | CAN Canadá         | 47.8       | Q     |
| 3         | Carolina Chapoy    | MEX México         | 38.6       | Q     |
| 4         | Fernanda Naser     | CHI Chile          | 37.6       | Q     |
| 5         | Valentina Gonzalez | CHI Chile          | 36.4       | Q     |
| 6         | Alexandra De Osma  | PER Peru           | 33.6       | Q     |
| 7         | Paula Jaramillo    | COL Colômbia       | 32.6       |       |
| 8         | Erika Lang         | USA Estados Unidos | 32.0       |       |
| 9         | Lorena Botana      | ARG Argentina      | 0.0        |       |

### Finais
| Colocação         | Atleta             | Nacionalidade      | Resultados | Notas |
| ----------------- | ------------------ | ------------------ | ---------- | ----- |
| Medalha de ouro   | Regina Jaquess     | USA Estados Unidos | 49.1       |       |
| Medalha de prata  | Whitney McClintock | CAN Canadá         | 47.7       |       |
| Medalha de bronze | Fernanda Naser     | CHI Chile          | 39.2       |       |
| 4                 | Carolina Chapoy    | MEX México         | 38.8       |       |
| 5                 | Valentina Gonzalez | CHI Chile          | 37.8       |       |
| 6                 | Alexandra De Osma  | PER Peru           | 32.9       |       |